# 降伏論
「降伏論」（こうふくろん）は、宮下遊の1作目のシングル。2021年11月17日にポニーキャニオンより発売された。表題曲は、テレビアニメ『プラチナエンド』のエンディングテーマに起用されている。

## 概要
宮下遊の自身初となるCDシングル作品であり、アニメソングタイアップも今作が初となった。
10月22日にミュージックビデオがYouTube上に公開され、11月26日には、宮下自らが描いたアニメ内キャラクターの「ナッセ」が登場するリリックビデオがそれぞれ公開された。

## 収録内容
| #  | タイトル                   | 作詞   | 作曲     | 編曲      | 時間 |
| -- | -------------------------- | ------ | -------- | --------- | ---- |
| 1. | 「降伏論」                 | hotaru | Tom-H@ck | KanadeYUK | 4:03 |
| 2. | 「bystander」              | 宮下遊 | 宮下遊   | 宮下遊    | 3:45 |
| 3. | 「ファントムレイド」       | 廉     | 廉       | 廉        | 3:28 |
| 4. | 「降伏論（TV Size Ver.）」 |        |          |           | 1:32 |

## タイアップ
降伏論
TVアニメ「プラチナエンド」1stシリーズエンディングテーマ